# Історична
Історична — проміжна залізнична станція 5-го класу Запорізької дирекції Придніпровської залізниці на електрифікованій лінії Запоріжжя I — Федорівка між станціями Кушугум (9 км) та Плавні (10 км). Розташована в селищі Малокатеринівка Запорізького району Запорізької області, на узбережжі Каховського водосховища.

## Історія
Станція відкрита 1874 року, під час будівництва приватної Лозово-Севастопольської залізниці, під назвою Краснокутівка. У 1902 році перейменована на станцію Канкринівка.
16 жовтня 2023 року станція Канкринівка перейменовна на Історичну.
У 1969 році станція електрифікована постійним струмом (=3 кВ) в складі дільниці Запоріжжя — Мелітополь.

## Пасажирське сполучення
На станції Історична до повномасштабного російського вторгнення в Україну (з 2022) зупинялися приміські електропоїзди Мелітопольського напрямку та одна пара приміського поїзда сполученням Запоріжжя — Енергодар. Наразі рух приміських поїздів Мелітопольського напрямку тимчасово припинений.